# Matthias Kleinheisterkamp

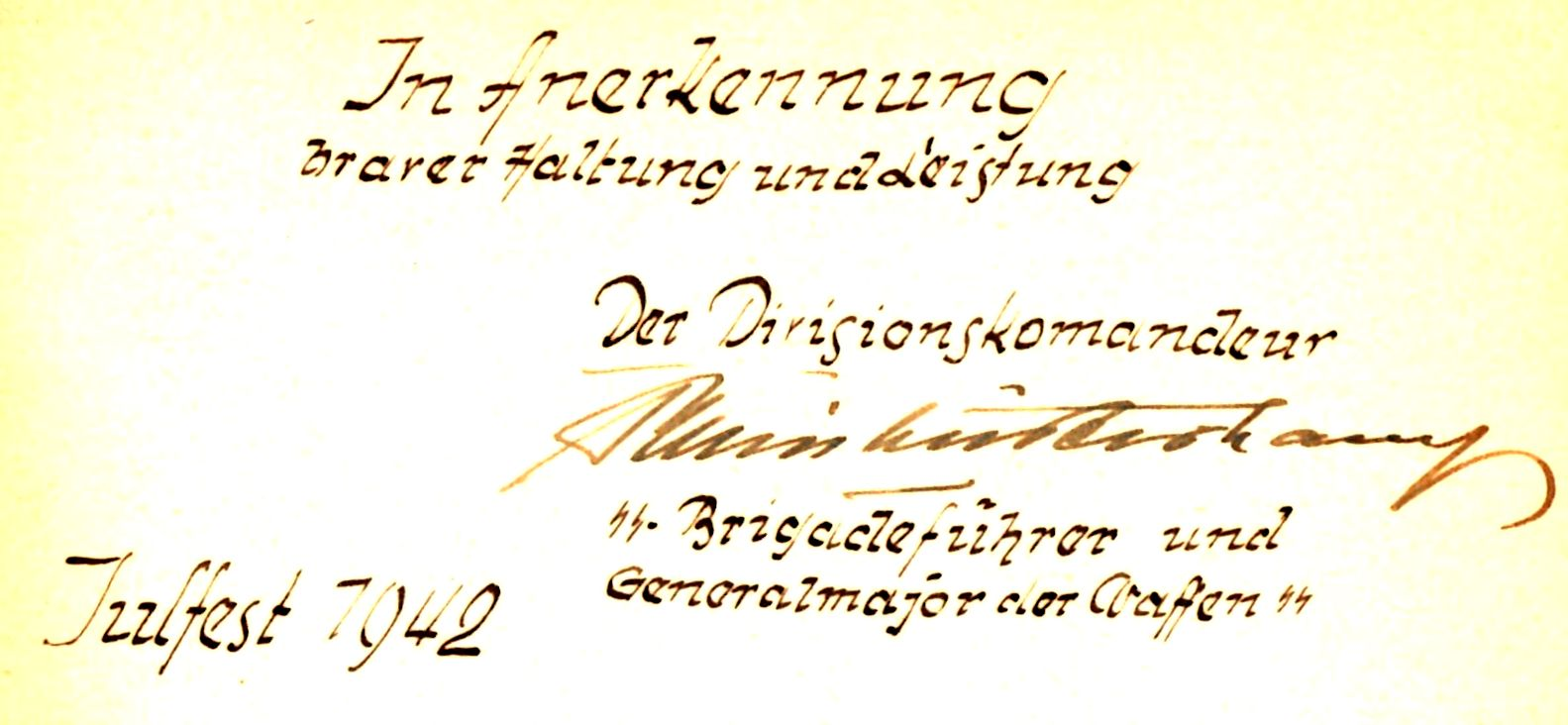
Kleinheisterkamp als Kommandeur der 6. SS-Gebirgs-Division „Nord“, Geschenkwidmung zum Julfest 1942

Matthias Kleinheisterkamp (* 22. Juni 1893 in Elberfeld; † 2. Mai 1945 bei Halbe) war ein deutscher Offizier, zuletzt SS-Obergruppenführer und General der Waffen-SS im Zweiten Weltkrieg.

## Leben
Matthias  Kleinheisterkamp war der Sohn des gleichnamigen Eisenbahnsekretärs und dessen Ehefrau Anna.
Nachdem er sein Abitur am städtischen Realgymnasium in Elberfeld abgelegt hatte, trat Kleinheisterkamp zu Beginn des Ersten Weltkriegs am 2. August 1914 als Fahnenjunker in das 1. Westfälische Pionier-Bataillon Nr. 7 der Preußischen Armee ein. Im Oktober 1914 wurde er dann kurzzeitig in das 1. Lothringische Infanterie-Regiment Nr. 130 versetzt, bevor er zum Reserve-Infanterie-Regiment Nr. 219 kam. Hier wurde er als Zugführer, Bataillons- und Regimentsadjutant sowie als Kompanieoffizier verwendet und durch einen Minensplitter im Kopf schwer verwundet.
Nach dem Waffenstillstand und Rückführung seiner Truppe in die Heimat war Kleinheisterkamp Leiter des Demobilisierungskommandos des Reserve-Infanterie-Regiments Nr. 55. Er schloss sich von Februar bis Oktober 1919 als Adjutant dem Freikorps Lichtschlag an und war anschließend bis Ende Dezember 1920 im III. Bataillon des Schützenregiments 7 im Freikorps Freiwilliges Garde-Landesschützen-Korps von Neufville.
Am 1. Januar 1921 erfolgte seine Übernahme in die Reichswehr und seine Verwendung als Zugführer im I. Bataillon des 17. Infanterie-Regiments. Später diente er als MG-Offizier im II. Bataillon in Göttingen. Mit der Beförderung zum Hauptmann am 1. Oktober 1929 erfolgte seine Ernennung zum Chef der 5. Kompanie. Vom 1. Oktober 1933 bis 1. Februar 1934 war Kleinheisterkamp beim Stab des 6. Infanterie-Regiments, ehe er auf eigenen Wunsch aus dem Militärdienst ausschied.
Bereits am 1. November 1933 war Kleinheisterkamp in die Allgemeine SS (SS-Nummer 132.399) eingetreten. Nach seinem Abschied aus der Reichswehr hatte er verschiedene Referentenstellen beim SS-Abschnitt XIII sowie beim SS-Oberabschnitt Nord inne. Am 1. April 1935 wurde er dann zur SS-Verfügungstruppe versetzt und war bis April 1936 als Taktiklehrer mit dem Dienstgrad SS-Hauptsturmführer, dann SS-Sturmbannführer an der SS-Führerschule Braunschweig. Anschließend wurde Kleinheisterkamp Chef des Stabes der Inspektionen der SS-Verfügungstruppe unter Paul Hausser.
Am 5. Mai 1937 beantragte er die Aufnahme in die NSDAP und wurde rückwirkend zum 1. Mai desselben Jahres aufgenommen (Mitgliedsnummer 4.158.838).
Im Oktober 1937 wurde über Kleinheisterkamp ein SS-Gerichtsverfahren wegen „Schuldenmachens und Nichteinhaltung eingegangener wirtschaftlicher Verpflichtungen“, „Antritt einer längeren Dienstreise ohne die Familie mit den zur Bestreitungs des Lebensunterhalts notwendigen Geldmittel zu versehen“ und „Gerücht über ein Verhältnis mit einer anderen Frau“ eröffnet. Außerdem hatte er sich mehrfach geäußert, „jeder Kutscher“ könne Führer in der Allgemeinen SS werden. Das Verfahren endete mit der Kündigung des Dienstverhältnisses zur SS-Verfügungstruppe zum 1. Juni 1938 wegen mangelnder Eignung. Am 4. August 1938 wurde die Kündigung rückgängig gemacht und Kleinheisterkamp zum Stab der SS-Standarte „Deutschland“ nach München kommandiert.
Ab 1. Dezember 1938 kommandierte er den III. Sturmbann der SS-Standarte „Deutschland“, den er auch nach dem Beginn des Zweiten Weltkriegs während des Überfalls auf Polen und in Holland 1940 befehligte. Im Juni 1940 übernahm er dann das SS-Totenkopf-Infanterie-Regiment 3 der SS-Division Totenkopf und kommandierte es zunächst in Frankreich, dann beim Überfall auf die Sowjetunion. Nach der Verwundung Theodor Eickes wurde Kleinheisterkamp vom 7. bis 15. Juli 1941 vertretungsweise mit der Führung der SS-Division „Totenkopf“ beauftragt. Zum 31. Dezember 1941 löste Kleinheisterkamp Wilhelm Bittrich als Kommandeur der SS-Division „Reich“ ab und kommandierte vom April 1942 bis Dezember 1943 die 6. SS-Gebirgs-Division „Nord“.
Am 9. Oktober 1942 erhielt er durch den Reichsführer SS eine briefliche Rüge wegen seines exzessiven Alkoholkonsums und der Schikanierung Untergebener. Wörtlich schrieb Himmler u. a.: „Ich erwarte von Ihnen, dass Sie in den nächsten zwei Jahren keinen Alkohol mehr trinken, nachdem Sie im Alter von 49 Jahren noch nicht fähig sind, damit umzugehen.“ Obwohl Kleinheisterkamp dicht vor seiner Ablösung stand, blieb er Divisionskommandeur.
Vom 15. Dezember 1943 bis 1. Mai 1944 befand sich Kleinheisterkamp in der Führerreserve der Waffen-SS im SS-Führungshauptamt. Zugleich war er vom 1. Januar bis 30. April 1944 mit der Aufstellung des VII. SS-Panzerkorps beauftragt sowie vom 25. Februar bis 16. April 1944 Vertreter des Kommandierenden Generals des III. (germanisches) SS-Panzerkorps Felix Steiner. Von August 1944 bis Kriegsende war er Kommandierender General des XI. SS-Armee-Korps. Am 2. Mai 1945 starb Kleinheisterkamp im Kessel von Halbe durch Suizid.

## Auszeichnungen
- Eisernes Kreuz (1914) II. und I. Klasse[3]
- Verwundetenabzeichen (1918) in Schwarz[3]
- Spange zum Eisernen Kreuz II. und I. Klasse
- Medaille Winterschlacht im Osten 1941/42
- Ritterkreuz des Eisernen Kreuzes am 31. März 1942[4]
- Kriegsverdienstkreuz (1939) II. und I. Klasse mit Schwertern
- Finnischer Orden des Freiheitskreuzes I. Klasse mit Eichenlaub und Schwertern im Jahr 1942
- SS-Totenkopfring
- Ehrendegen des Reichsführers SS